# Isao Homma
Isao Homma (jap. 本間 勲 Homma Isao; ur. 19 kwietnia 1981) – japoński piłkarz występujący na pozycji pomocnika. Obecnie występuje w Albirex Niigata.

## Kariera klubowa
Od 2000 roku występował w klubach Albirex Niigata i Tochigi SC.